# Killer Queen
〈Killer Queen〉은 영국의 록 밴드 퀸이 1974년 발표한 싱글이다. 영국에서 2위를 차지한 것을 비롯해 전 세계적으로 히트쳤으며, 미국에서는 퀸의 첫 히트곡이 되었다. 리드 싱어인 프레디 머큐리가 작사, 작곡했다. 퀸의 세 번째 음반 《Sheer Heart Attack》과 첫 컴필레이션 음반 《Greatest Hits》에 수록되어 있다. 1986년 발매된 싱글에서는 B 사이드로 〈Who Wants to Live Forever〉가 수록되어 있다.
노래는 고급 매춘부에 대한 이야기를 그리며, 가사 중 마리 앙투아네트가 말한 것으로 알려진 "빵이 없으면 케이크를 먹으라고 하세요"가 인용되어 있다. 또한 프레디 머큐리가 5분 만에 작곡했다고 알려진다.

## 영향
미국의 팝 가수인 케이티 페리는 〈Killer Queen〉이 자신에게 큰 영향을 주었다고 밝혔다. 그녀는 "〈Killer Queen〉은 내게 음악을 발견할 수 있게 했고, 내 자신을 도울 수 있게 했습니다. 프레디 머큐리는 가사로 절 자신있는 여성으로 만들어 줬어요"라고 말했다.
만화 및 애니메이션 시리즈인 《죠죠의 기묘한 모험》에 등장하는 스탠드 이름 중 하나는 여기에서 가져왔다.

## 차트 성적
| 차트 (1974–75)              | 최고 순위 |
| --------------------------- | --------- |
| 호주 켄트 뮤직 리포트       | 24        |
| 호주 Ö3 오스트리아 탑 40    | 10        |
| 벨기에 울트라탑             | 4         |
| 캐나다 RPM 탑 싱글          | 15        |
| 네덜란드스 탑 40            | 3         |
| 프랑스 음반 협회            | 10        |
| 독일 GfK 엔터테인먼트 차트  | 12        |
| 아일랜드 아이리시 싱글 차트 | 2         |
| 노르웨이 VG-리스타          | 4         |
| 영국 싱글 차트              | 2         |
| 미국 빌보드 핫 100          | 12        |
| 미국 캐쉬박스 탑 100        | 12        |

| 차트 (1974) | Rank |
| ----------- | ---- |
| 영국        | 27   |

| 차트 (1975) | Rank |
| ----------- | ---- |
| 호주        | 105  |
| 캐나다      | 132  |
| 미국 빌보드 | 78   |